# P-Raum
Ein P-Raum ist im mathematischen Teilgebiet der Topologie ein topologischer Raum mit einem speziellen Verhältnis von offenen und abgeschlossenen Mengen.

## Definition
Per Definition einer Topologie sind nur endliche Schnitte von offenen Teilmengen wieder offen und nur endliche Vereinigungen von abgeschlossenen Teilmengen wieder abgeschlossen. Ein abzählbarer Schnitt von offenen Teilmengen (also nicht unbedingt offen) wird Gδ-Menge und eine abzählbare Vereinigung von abgeschlossenen Teilmengen (also nicht unbedingt abgeschlossen) wird Fσ-Menge genannt.
Ein topologischer Raum, in dem jede Gδ-Menge offen oder äquivalent jede Fσ-Menge abgeschlossen ist, wird P-Raum genannt.

## Lemmata
- Alexandroff-diskrete Räume sind P-Räume. In Alexandroff-diskreten Räumen sind sogar beliebige Schnitte von offenen Mengen wieder offen.
- P-Räume sind abzählbar orthokompakt. Das folgt direkt daraus, dass jede abzählbare offene Überdeckung eines P-Raumes innererhaltend ist.